# Ardwall Isle
Ardwall Isle är en obebodd ö i den Islands of Fleet i Wigtown Bay, Dumfries and Galloway, Skottland. Ön är belägen 1 km från Kirkcudbright.